# Polyommatus fusciolus
Polyommatus fusciolus är en fjärilsart som beskrevs av Geoff. 1785. Polyommatus fusciolus ingår i släktet Polyommatus och familjen juvelvingar. Inga underarter finns listade i Catalogue of Life.